# Santos Ferreira
Santos A. Ferreira (* 1889; † unbekannt) war ein uruguayischer Fechter.
Santos Ferreira nahm an den Olympischen Sommerspielen 1924 in Paris teil. Er schied im Degen-Einzelwettbewerb bereits in der Vorrunde aus. In seiner Erstrundengruppe gewann der Schweizer Eugène Empeyta die meisten Duelle. Ferreira blieb als einziger Fechter dort ohne Sieg und belegte den neunten und somit letzten Platz. Auch mit dem uruguayischen Degen-Mannschaftsteam und der Säbel-Mannschaft kam er über die erste Wettbewerbsrunde nicht hinaus.